# Maurice Druon
Maurice Druon (; n. 23 aprilie 1918, Paris, Île-de-France, Franța – d. 14 aprilie 2009, Paris, Île-de-France, Franța) a fost un scriitor francez, membru al Academiei Franceze și membru de onoare al Academiei Române din 1996.  A fost laureat al prestigiosului Prix Goncourt în 1948 pentru romanul Les grandes familles, tradus în română sub titlul de Marile familii.